# Задня вас
Задня вас (словен. Zadnja vas) — поселення в общині Радовлиця, Горенський регіон, Словенія. Висота над рівнем моря: 623,8 м.